# باشگاه فوتبال بولتون واندررز
باشگاه فوتبال بولتون واندررز (به انگلیسی: Bolton Wanderers Football Club) یک باشگاه حرفه‌ای فوتبال در شهر هورویچ انگلستان است. این باشگاه از سال ۲۰۰۱ در لیگ برتر انگلستان است. باشگاه فوتبال بولتون در سال ۱۸۷۴ با حمایت کلیسای کریست تأسیس شد. این تیم در سال ۱۸۷۷ با جدایی از کلیسا مستقل شد. بولتون در سال ۱۸۸۰ به یک باشگاه حرفه‌ای بدل شد و در سال ۱۸۸۸ به بنیانگذاران لیگ فوتبال ملحق شد. در سال ۱۸۹۵ به ورزشگاه بارندن پارک رفتند و این اقامت تا سال ۱۹۹۷ ادامه یافت، اما در سال ۱۹۹۷ بولتون به ورزشگاه نوساز ورزشگاه ریباک انتقال یافت. در سال ۱۹۹۵ بولتون برای اولین بار به لیگ برتر راه یافت.

## افتخارات

### جام حذفی انگلستان
- ۱۹۲۳
- ۱۹۲۶
- ۱۹۲۹
- ۱۹۵۸

## رکوردها
- بزرگترین خرید:دین هولزوورث ۳٫۵ میلیون پوند سال ۱۹۹۷ ویمبلدون
- بزرگترین فروش:جیسون مک آتیر ۴٫۵ میلیون پوند سال ۱۹۹۵ لیورپول
- پر گل‌ترین پیروزی :13_0برابر منچستر سیتی

## بازیکنان ایرانی
- آندرانیک تیموریان
- الکس سمیع زاده